# Ferrovia Palermo Notarbartolo-Palermo Marittima
La ferrovia Palermo Notarbartolo-Palermo Marittima è una breve linea ferroviaria, che diramandosi dalla linea Palermo-Trapani serve il porto di Palermo.

## Storia
La linea venne costruita negli anni sessanta del XX secolo, in sostituzione della vecchia linea portuale che attraversava la città a livello stradale. Secondo un'altra fonte la linea sarebbe stata aperta il 1º giugno 1957, e lo scalo merci di Palermo Sampolo nel 1968.
Il capolinea originario era presso la stazione di Palermo Lolli, sostituita nel 1974 dall'attuale Palermo Notarbartolo.
Nel 1978-79 la linea venne elettrificata.
La linea iniziò a essere percorsa da treni passeggeri a partire dal 1990, quando venne istituito il servizio ferroviario metropolitano; per questo servizio furono costruite le tre fermate di Federico, Fiera e Giachery.
Il 28 ottobre 2024 è operativa la fermata Libertà posta fra le stazioni di Palermo Notarbartolo e Imperatore Federico.

## Percorso
| Continuation backward |

| Station on track |

|  | Unknown route-map component "ABZgl" | Unknown route-map component "CONTfq" |

| Unknown route-map component "tSTRa" |

| Unknown route-map component "tHST" |

| Unknown route-map component "tSTRe" |

| Stop on track |

| Stop on track |

| Non-passenger station/depot on track |

| Unknown route-map component "KHSTxe" |

| Unknown route-map component "exCONTgq" | Unknown route-map component "exABZg+r" |  |

|  | Unknown route-map component "exABZLgl" | Unknown route-map component "exKBHFeq" |

| Unknown route-map component "exLCONTf" |